# Мале велике приче
Мале велике приче српска је документарна телевизијска емисија направљена у продукцији Инсајдера, која се емитује од 31. марта 2019. године на мрежи Нова ТВ.